# Hyaenanche globosa
Hyaenanche globosa là một loài thực vật có hoa trong họ Picrodendraceae. Loài này được (Gaertn.) Lamb. & Vahl mô tả khoa học đầu tiên năm 1797.